# Historischer Verein für die Saargegend
Der Historische Verein für die Saargegend (HV) mit Sitz in Saarbrücken ist ein gemeinnütziger Eingetragener Verein, dessen Hauptzweck die Pflege der Geschichtswissenschaft des Saarlandes und der angrenzenden Gebiete ist.

## Geschichte

Wappen des Historischen Vereins für die Saargegend (das Wappen diente später als Vorlage für das saarländische Landeswappen von 1957)

Der Historisch-antiquarische Verein für die Städte Saarbrücken und St. Johann und deren Umgebung, wie sein ursprünglicher Name lautete, wurde im Jahr 1839 gegründet, in der Blütezeit des betont „bürgerlichen“ Vereinswesens. Parallel zum Zerfall der Ständegesellschaft engagierten sich jetzt aufgeschlossene, interessierte Bürger in den unterschiedlichsten Vereinen – besonders beliebt waren gleichfalls Turn- und Gesangsvereine – und brachten so neben Bürgerstolz wachsendes Gemeinschaftsgefühl zum Ausdruck.
Seine Hauptaufgabe sah der Historische Verein darin, „die Überreste von geschichtlichen Monumenten der Vorzeit, an welchen unsere Gegend reicher ist als manche andere der Rheinprovinz, zu sammeln und vor Zerstörung zu bewahren“. Man sammelte vor allem „Münzen, Urnen und Steine mit Inschriften“ und versuchte, die Vernichtung oder Zerstreuung römischer Fundstücke durch „die überhand nehmende Sammel- und Ausgrabungslust fremder und einheimischer Dilettanten“ zu verhindern, wie es im Gründungsaufruf formuliert wurde.
Wie in allen anderen in dieser Zeit zahlreich gegründeten Geschichts- und Heimatvereinen beschäftigten sich seine Mitglieder ausschließlich mit der Zeit der Vor- und Frühgeschichte, der Zeit der keltischen, römischen und germanischen Besiedlung und endeten mit ihren Studien spätestens im Mittelalter. Limesforschung und Ruinenromantik erfreuten sich besonderer Beliebtheit. Die Beschäftigung mit der neueren Geschichte wurde – aus national-politischen Gründen – in den ersten Jahrzehnten des Bestehens vollständig ausgeklammert.
Zum ersten Vorsitzenden des Historischen Vereins wurde, nachdem der ehemalige Saarbrücker Bürgermeister und Bergrat Heinrich Böcking das Amt abgelehnt hatte, Friedrich Schröter, Oberlehrer für Alte Sprachen und Geschichte am Ludwigsgymnasium in Saarbrücken, gewählt.
Der Verein zählte bei seiner Gründung 65 Mitglieder, und die einstige Mitgliederliste liest sich heute wie ein WHO IS WHO der Saarbrücker Stadtgeschichte. Dem Verein gehörten beispielsweise die Kaufleute Friedrich und Christian Quien an, Notar Reusch, die Anwälte Riotte und Lautz, Justizrat Noeggerath, Oberbergrat Leopold Sello, Notar Röchling, die Kaufleute L.H. Röchling und Heinrich Zix, Buchhändler Neumann, Baumeister Knipper, Bergamtsassessor Gottlieb, Gutsbesitzer Carl Hartung, die Glasfabrikanten L. Reppert in Friedrichsthal, Advokat Wagner und Louis Vopelius in Sulzbach, Kaufmann Dryander, Kalk, Bergrat Heinrich Böcking und Kaufmann Carl Schmidtborn, um nur einige zu nennen. Der Saarbrücker Geschichtsverein bot ein neutrales Parkett, auf dem sich die alteingesessenen Eliten mit der neuen preußischen Beamtenschaft zwanglos treffen und austauschen konnten.
Gesellschaftliche, rechtliche sowie politische Umwälzungen machten es notwendig, dass der Historische Verein seine Vereinszwecke ändern und den neuen Gegebenheiten anpassen musste. Im Gegensatz zu anderen Geschichtsvereinen überstand er die Wirren des Vormärz und der Revolution von 1848/49, durchlief jedoch eine mehrjährige Krise. Nach dem Tod Schröters im Jahr 1870 brach der Verein, der 1868 nur noch 32 Mitglieder zählte, zunächst zusammen.
Geschichte allein mit Vergangenheit gleichzusetzen, wie der äußerst konservative Friedrich Schröter es immer noch getan hatte, galt nicht mehr als zeitgemäß. Inzwischen galten die an Geschichte interessierten Mitglieder der Geschichtsvereine selbst als Dilettanten, da mittlerweile ausschließlich Fachleute die archäologischen Ausgrabungen durchführten und der Staat Fachbehörden für denkmalpflegerische Belange einrichtete, was nicht zuletzt ein Verdienst der hartnäckigen Vereinsarbeit war.
Im Jahr 1881 wurde der Geschichtsverein – im Zeichen des neu erstarkten national orientierten Geschichtsbewusstseins – nun unter dem Namen „Historischer Verein für die Saargegend“ von dem Saarbrücker Bürgermeister Julius Kiefer neu gegründet. Das vorrangige Ziel galt jetzt der fachgerechten Pflege und Unterbringung seiner Sammlungen.

## Die Sammlungen
Über Jahrzehnte hinweg war der Verein darum bemüht, für die im Laufe der Zeit ständig gewachsene Altertümersammlung ein eigenes Museum zu errichten, was jedoch vor allem an unterschiedlichen Ideen zu Museums- und Präsentationskonzepten scheiterte. Letztendlich beschloss der Vorstand im Jahr 1924, die Sammlung des Historischen Vereins dem von Hermann Keuth neu gegründeten Heimatmuseum der Stadt Saarbrücken zur Verfügung zu stellen, später dem Museum für Vor- und Frühgeschichte sowie dem Saarlandmuseum. In den Anfängen dieser Museen machte die Sammlung des Historischen Vereins einen bedeutenden Anteil des Museumsbestandes aus.
Befindet sich die umfangreiche kulturhistorische Sammlung des Vereins, mit Tagebüchern, Karten, Bildwerken, Grafiken und Ölgemälden, Fürstenbildern, Bürgerporträts und Stadtansichten heute im Saarlandmuseum, so werden die wertvollen Archivalien zur Landesgeschichte, wie Karten, Pläne, Plakate, Fotos und Zeitungen im Landesarchiv des Saarlandes in Saarbrücken aufbewahrt.

## Bibliothek
Seit seiner Gründung hatte der Historische Verein es sich zur Aufgabe gemacht, möglichst zahlreich Zeitschriften und Veröffentlichungen zu Altertümern und zur Geschichte anzuschaffen, zu sammeln und den Mitgliedern zu wissenschaftlichen Studien zur Verfügung zu stellen. Bis zum Ausbau der Stadtbibliothek in den 1930er Jahren war die Bibliothek des Historischen Vereins die einzige und bestens sortierte wissenschaftliche Bibliothek an der Saar.
Unter dem Druck des Nationalsozialismus wurde die Vereinsbibliothek schließlich im Jahr 1938 der Stadtbibliothek eingegliedert. Seit der Wiederzulassung des Vereins durch die französischen Behörden 1950 blieb sie als Dauerleihgabe wesentlicher Bestandteil deren wissenschaftlich-landeskundlicher Abteilung.
Mittlerweile umfasst die Bibliothek des Historischen Vereins über 20.000 Bände und ist sowohl in der Stadtbibliothek Saarbrücken als auch in der Saarländischen Universitäts- und Landesbibliothek untergebracht. Wer zu saarländischen Themen forscht, wird oft, ohne es zu ahnen, ein altes Buch in den Händen halten, das Eigentum des Historischen Vereins ist.

## Publikationen

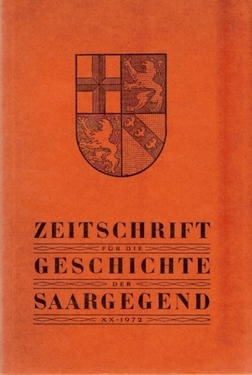
Titelseite der „Zeitschrift für die Geschichte der Saargegend“ (ZGS)

Der Verein hat nicht nur Fachliteratur angeschafft, sondern gleichzeitig selbst wissenschaftlich publiziert. Genannt seien hier nur einige wenige Veröffentlichungen, deren Bedeutung für die Forschung bis heute außer Frage steht:
- Mittheilungen des historisch-antiquarischen Vereins für die Städte Saarbrücken und St. Johann und deren Umgebung (Quellensammlungen)
- Saarbrücker Kriegschronik zum 25-jährigen Jubiläums des Krieges von 1870/71
- Friedrich Joachim Stengel, Monografie von Karl Lohmeyer (1911)
- Regesten zur Geschichte der ehem. Nassau – Saarbrückischen Lande (Heft 13, 1919?) ermittelt und beschrieben von Rektor August Hermann Jungk, dem damaligen Bibliothekar des Vereins
- 1932 Chronik des Saarbrücker Theaters und Theaterspiels
- Geschichtliche Landeskunde des Saarlandes, Hrsg. Kurt Hoppstädter † u. a.
  - Bd. 1: Vom Faustkeil zum Förderturm, Saarbrücken 1960
  - Bd. 2: Von der fränkischen Landnahme bis zum Ausbruch der Französischen Revolution, Saarbrücken 1977
  - Bd. 3/2: Die wirtschaftliche und soziale Entwicklung des Saarlandes 1792-1918, Saarbrücken 1994
- Das Saarland – Geschichte einer Region. Hrsg. Hans-Christian Herrmann und Johannes Schmitt, Röhrig Universitätsverlag, St. Ingbert 2012, ISBN 978-3-86110-511-4.

Zeitschrift für die Geschichte der Saargegend:
In der überregional anerkannten, jährlich vom Historischen Verein publizierten „Zeitschrift für die Geschichte der Saargegend“ berichten namhafte Historiker und Historikerinnen über die neuesten regionalen wissenschaftlichen Forschungen.
saargeschichte(n):
Seit dem Jahr 2006 gibt der Verein zusammen mit dem Landesverband der historisch-kulturellen Vereine des Saarlandes die Quartalsschrift „saargeschichte(n)“ heraus, mit aktuellen Beiträgen zu regionaler Kultur und Geschichte, zu Ausstellungen, Veranstaltungen und Neuerscheinungen.

## Der Historische Verein und die Denkmalpflege
Eine besonders herausragende Bedeutung kommt dem Historischen Verein bei der Erhaltung der Denkmäler im Saarland zu. Seit seiner Gründung führte er eigenverantwortlich archäologische Grabungen durch oder unterstützte diese; gefundene Gegenstände wurden gesammelt und archiviert. Auch in späteren Jahrzehnten setzte er sich unermüdlich für die Bewahrung historischer Baudenkmäler ein – besonders hervorgehoben sei an dieser Stelle die Architektur des 19. und frühen 20. Jahrhunderts – lange bevor ein Denkmalschutzgesetz (erst 1975!) in Kraft trat.
Im Folgenden seien wiederum nur wenige der Baudenkmäler genannt, die ihren Erhalt maßgeblich der Intervention des Historischen Vereins verdanken.
- die Burg Bucherbach
- das alte Rathaus in St. Wendel
- die Grabdenkmäler in der Schlosskirche in Saarbrücken
- der Ludwigsplatz in Saarbrücken (Abriss des Palais Döben verhindert)
- der Pavillon in Ottweiler
- das St. Johanner Postamt in der Dudweilerstraße in Saarbrücken

Ein älteres und zugleich wieder höchst aktuelles Beispiel für das starke bürgerschaftliche Engagement des Historischen Vereins ist der Einsatz für den Erhalt des Direktionsgebäudes der Saarbergwerke in Saarbrücken, der sogenannten „Bergwerksdirektion“, die gegen den Widerstand des Vereins und anderer Organisationen durch den Investor ECE zu einem Kaufhaus umgebaut wurde.

## Vortragsreihen und Tagungen
Jährlich bietet der Historische Verein im Herbst eine öffentliche Vortragsreihe zu Themen der saarländischen Landesgeschichte an. Dabei kooperiert er mit Geschichtsvereinen im gesamten Saarland und ist an unterschiedlichen Vortragsstätten präsent. Neuerdings soll der Themenschwerpunkt „Ortstermin Geschichte“, jeweils im Frühjahr, das Interesse an Historischen Orten im Saarland stärken. Mit anderen Kooperationspartnern zusammen bestreitet der Historische Verein die Diskussionsveranstaltung „Historisches Quartett“. Großen Zuspruchs erfreuen sich auch die grenzüberschreitenden Tagungen mit Kooperationspartnern wie die „Westrichtagung“ oder die grenzüberschreitende interregionale Tagung mit der lothringischen Schwesterorganisation S.H.A.L. im zweijährlichen Turnus.